# Супутниковий моніторинг транспорту
Супу́тниковий моніто́ринг тра́нспорту — система моніторингу рухомих об'єктів, побудована на основі систем супутникової навігації, обладнання та технологій стільникового та/або радіозв'язку, обчислювальної техніки і цифрових карт. Супутниковий моніторинг транспорту використовується для вирішення завдань транспортної логістики в системах керування перевезеннями і автоматизованих системах управління автопарком.
Принцип роботи полягає в розгляді та аналізі просторових і часових координат транспортного засобу. Існує два варіанти моніторингу: онлайн — з дистанційним передаванням координатної інформації та офлайн — інформація зчитується по прибутті на диспетчерський пункт.
На транспортному засобі встановлюється мобільний модуль, що складається з приймача супутникових сигналів та модулів зберігання і передавання координатних даних. Програмне забезпечення мобільного модуля отримує координатні дані від приймача сигналів, записує їх у модуль зберігання і по можливості передає за допомогою модуля передавання.
Модуль передавання дозволяє передавати дані, використовуючи бездротові мережі операторів мобільного зв'язку. Отримані дані аналізуються і видаються диспетчеру в текстовому вигляді або з використанням картографічної інформації.
В офлайн варіанті відсутня необхідність дистанційного передавання даних. Це дозволяє використовувати дешевші мобільні модулі і відмовитися від послуг операторів мобільного зв'язку.
Мобільний модуль можна побудувати на основі приймачів супутникового сигналу, що працюють у стандартах NAVSTAR GPS або ГЛОНАСС. При цьому, в порівнянні з NAVSTAR GPS, система ГЛОНАСС поки працює менш надійно і в сукупності з наземним обладнанням дає велику похибку обчислення місця розташування абонента. Клієнтське обладнання ГЛОНАСС коштує дорожче, має великі розміри і гірші параметри енергоспоживання, представлено на ринку не так широко, як GPS. Використання сигналів супутників ГЛОНАСС, розробка і виробництво клієнтського обладнання моніторингу для цієї системи активно просувається в Росії, зокрема прийнято низку законодавчих актів, які обмежують застосування інших систем.
Слід очікувати появи обладнання моніторингу, що використовує обидва стандарти або можливість вибору супутникового угруповання в процесі експлуатації.

## Розв'язувані задачі
Системи супутникового моніторингу транспорту вирішують такі завдання:
- моніторинг — визначення координат місцезнаходження транспортного засобу, його напряму, швидкості руху та інших параметрів: витрати палива, температури в рефрижераторі тощо. Системи супутникового моніторингу транспорту допомагають водієві в навігації під час пересування в незнайомих районах;
- контроль за дотриманням графіка руху — облік пересування транспортних засобів, автоматичний облік доставки вантажів у задані точки тощо;
- збір статистки й оптимізація маршрутів — аналіз пройдених маршрутів, швидкісного режиму, витрати палива тощо транспортних засобів з метою визначення найкращих маршрутів;
- безпека — можливість визначення місця розташування допомагає виявити викрадений автомобіль. У разі аварії система супутникового моніторингу допомагає передати сигнал про лихо в служби порятунку. Також на основі супутникового моніторингу транспорту діють деякі системи автосигналізації;
- ідентефікація особи, що керує транспартним засобом. Враховуючи, що система супутникового моніторінгу використорвується у різних галузях промисловості та сільського господарства, такими особами можуть бути водії, механізатори, оператори систем та механізмів. Реалізовано це за допомогою використання спеціального пристрою [Архівовано 30 березня 2022 у Wayback Machine.], який передає дані на супутник. Авторизація можлива лише при наявності персональних електронного ключа або електронної картки.

## Технічна реалізація

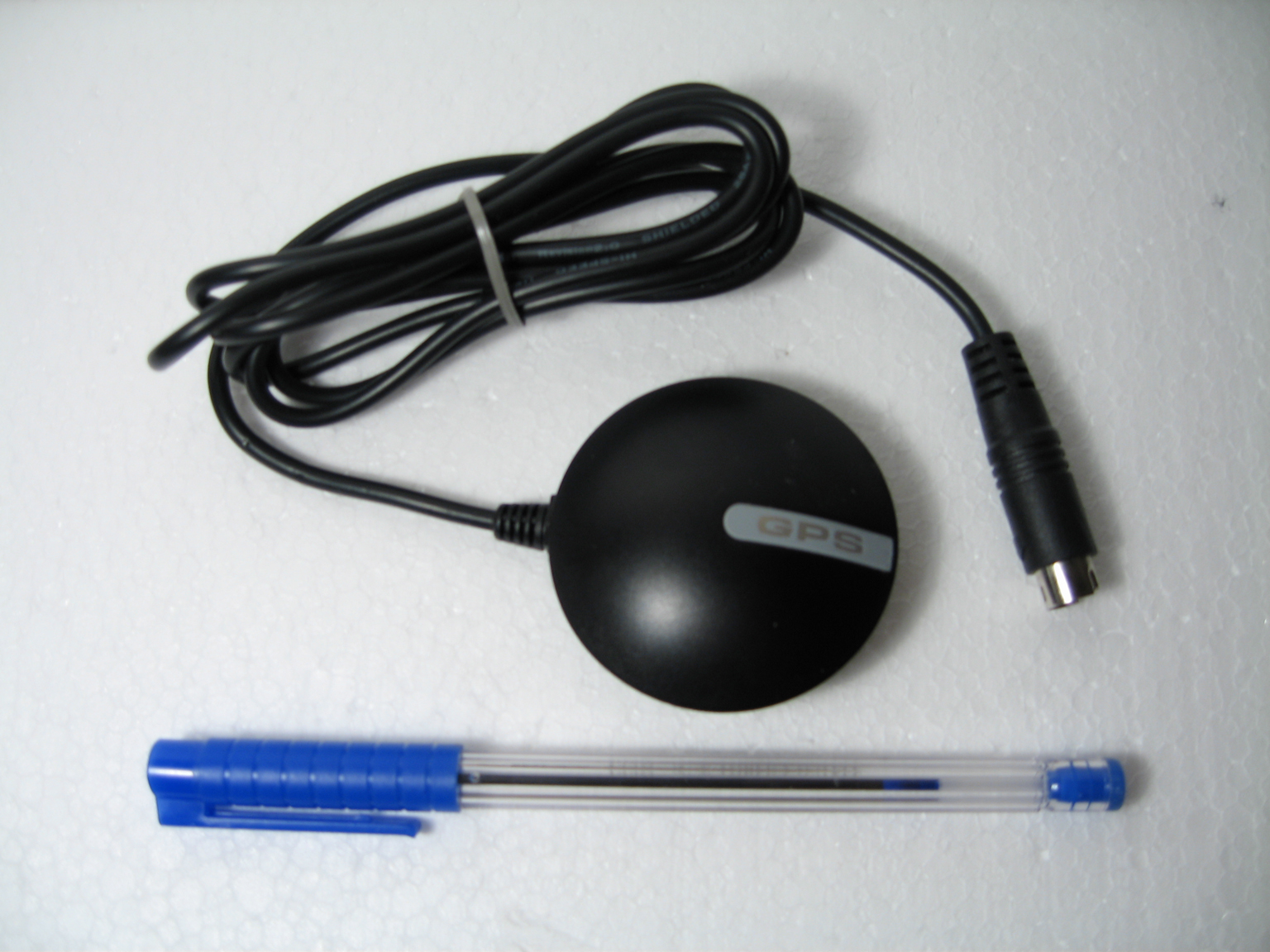
Сучасний GPS-приймач

Система супутникового моніторингу транспорту включає такі компоненти:
- транспортний засіб, обладнаний контролером або трекером GPS чи ГЛОНАСС, який отримує дані від супутників і передає їх на серверний центр моніторингу за допомогою GSM, CDMA або рідше супутникового (наприклад Гонець) та УКХ зв'язку. Останні два актуальні для моніторингу в місцях, де відсутнє повноцінне GSM-покриття;
- серверний центр із програмним забезпеченням для приймання, зберігання, обробки й аналізу даних;
- комп'ютер диспетчера, що веде моніторинг автомобілів.[4]

Використання систем супутникового моніторингу підвищує якість і ефективність роботи корпоративного транспорту, і в середньому на 20—25 % знижують витрати на паливо й утримання автопарку.

### Обладнання
Контролери та трекери
Більшість GPS/ГЛОНАСС контролерів і трекерів мають схожі можливості:
- обчислювати власне місце розташування, швидкість і напрямок руху на підставі сигналів супутників систем глобального позиціювання;
- підключати зовнішні датчики через аналогові або цифрові входи;
- зчитувати дані з бортового обладнання, що має послідовний порт або більш спеціалізований інтерфейс CAN;
- зберігати певний обсяг даних у внутрішній пам'яті на період відсутності зв'язку;
- передавати отримані дані на серверний центр, де відбувається їх опрацювання.

Раніше через слабке охоплення територій мережами мобільного зв'язку GSM/3G широко використовувалися контролери, які накопичували дані у внутрішній пам'яті. По поверненню об'єкта в місце основної дислокації (автопарк), дані переносилися на сервер дротовими каналами або через Bluetooth чи Wi-Fi. Багато з існуючих GPS-трекерів і контролерів мають відкритий протокол взаємодії з сервером, а також дозволяють налаштовувати режими роботи за допомогою SMS, CSD або за допомогою GPRS-з'єднання.
Датчики
Для отримання додаткової інформації на транспортний засіб встановлюють додаткові датчики, які підключаються до контролера, наприклад:
- датчик витрати палива;
- датчик навантаження на осі ТЗ;
- датчик рівня палива в баку;
- датчик температури в рефрижераторі;
- датчики, що фіксують факт роботи або простою спецмеханізмів (поворот стріли крана, роботи бетонозмішувача), факту відкривання дверей або капота, факт наявності пасажира (таксі).

Отримані дані можуть накопичуватися в локальному пристрої і потім переноситися в центральну базу після повернення в парк, або передаватися на центральний сервер у режимі реального часу, зазвичай через канали стільникового зв'язку.
Датчики і трекери можуть встановлюватися на транспортному засобі таємно.

### Програмне забезпечення
Найістотнішою відмінністю багатьох систем супутникового моніторингу, доступних на ринку, є функціональність серверного та клієнтського програмного забезпечення, можливість різнобічно обробляти дані, генерувати звіти.
Функції серверного центру може виконувати як звичайний комп'ютер зі встановленим програмним забезпеченням для простих систем моніторингу, так і розподілена серверна система з використанням декількох серверів, що виконують різні завдання, здатна вести одночасний моніторинг десятків тисяч автомобілів і забезпечувати підключення до серверного центру декількох тисяч користувачів (диспетчерів) одночасно.
Диспетчерське програмне забезпечення для супутникового моніторингу автомобілів можна умовно розділити на кілька типів:
- ПЗ, що містить усі компоненти, включно з картами і базою даних руху об'єктів на єдиному комп'ютері;
- ПЗ, що має клієнтську частину, яка встановлюється на комп'ютери диспетчерів;
- ПЗ з використанням вебінтерфейсу, що дозволяє уникнути установки спеціальних компонентів і вести моніторинг з будь-якого комп'ютера, підключеного до Інтернет.

Різновидом останнього варіанту є ПЗ, що використовує трирівневу архітектуру, коли компоненти та функції центру обробки даних розподілено між декількома серверами: бази даних, картографічної підсистеми, телекомунікаційним сервером і сервером застосунку, що забезпечує роботу вебінтерфейсу користувача.
Тоді як перший і другий типи систем залишаються надійним рішенням для спеціальних застосувань, де використання каналів інтернету неможливе через низьку якість останньої милі або заборонене нормативними актами, останній тип систем має низку переваг і дозволяє компаніям-операторам збільшити охоплення ринку, прискорити впровадження моніторингу, переводячи його в розряд платної послуги. Більшість виробників сучасних систем моніторингу включають в свої продукти можливість роботи диспетчерів через вебінтерфейс і побудови розподілених систем серверів.
Важливу роль у програмному забезпеченні для супутникового моніторингу грає картографічна основа. Чим більш деталізовані і якісні карти використовуються в системі, тим зручніше диспетчерам вести моніторинг і стежити за місцезнаходженням транспортних засобів.
Як правило, в програмах, що мають клієнтську частину, карти встановлюють безпосередньо на комп'ютер користувача. А вебсистеми використовують онлайн карти, які завдяки Web-GIS серверу завантажуються в міру необхідності, що, безумовно, вимагає високої швидкості інтернет-з'єднання. Web-GIS дозволяє одночасно використовувати такі карти, як Карти Google, OpenStreetMap, Яндекс.Карти, карти Yahoo!, Карти Bing, Карти Gurtam і інші.

#### Функції програмного забезпечення
Програмне забезпечення для супутникового моніторингу зазвичай має ряд інтерфейсів. Вхід користувачів у систему моніторингу найчастіше захищений паролем для запобігання несанкціонованому доступу до інформації. В системах існує певна ієрархічна структура, за якої адміністратор системи моніторингу керує правами доступу різних користувачів до різних об'єктів моніторингу і різних функцій програми.

##### Основні функції
Найпоширеніші функції, наявні в більшості систем супутникового моніторингу:
- підключення та налаштування трекерів у системі;
- підключення та налаштування датчиків у системі;
- моніторинг поточного стану транспорту на мапі;
- моніторинг стану приладів і датчиків транспортного засобу;
- перегляд маршруту переміщення і пробігу автомобіля за вибраний інтервал часу;
- створення точок інтересу і геозон на карті;
- контроль переміщення з/в геозони;
- налаштування повідомлень, що надсилаються системою, коли відбуваються певні події (перевищення швидкості, злив палива тощо);
- налаштування шаблонів звітів, виконання звітів;
- побудова графіків на основі даних системи;
- керування об'єктами моніторингу через SMS команди або CSD з'єднання;
- створення маршрутів і шляхових точок[en], контроль дотримання маршруту.

##### Додаткові функції
Додаткові функції, які розширюють можливості системи супутникового моніторингу:
- пошук найближчого до заданої точки автомобіля;
- передавання текстових повідомлень водієві транспортного засобу і назад, від водія до диспетчера;
- забезпечення голосового зв'язку з водієм;
- ведення журналу техобслуговування автомобіля;
- визначення периметра і площі об'єктів на карті;
- вебдоступ до системи моніторингу з мобільного телефона або КПК;
- експорт зі звітів у формати, підтримувані іншим ПЗ (Excel, PDF, XML, CSV тощо);
- зміна значків, що відображають об'єкти на карті;
- передавання даних від іншого обладнання встановленого на транспортному засобі (тахограф, датчик рівня палива).

## Історія розвитку
Залежно від застосовуваних технічних рішень можна виділити п'ять поколінь систем супутникового моніторингу транспорту:
- Найперші системи були офлайновими, тобто не дозволяли здійснювати моніторингу в реальному часі. GPS-трекер записував усі дані в пам'ять і передавав їх на сервер після прибуття транспортного засобу на базу через провідний або безпровідний інтерфейс. Така схема дозволяла контролювати маршрут автомобіля тільки постфактум і не була здатна допомогти, наприклад, при викраденні автомобіля.
- У другому поколінні для організації зв'язку між GPS-терміналами та сервером використовувалися SMS або механізм CSD. На сервер встановлювали один або кілька модулів стільникового зв'язку, що дозволяють приймати SMS або дзвінки з даними. Подібні системи відрізнялися великим періодом часу між передачами даних місцеположення і режимами отримання даних за запитом. З масовим поширенням мобільного інтернету системи другого покоління практично вимерли.
- У третьому поколінні як транспортну мережу використовують GPRS або EV-DO, що дозволяє знизити витрати на передавання даних про розташування і будувати системи відображення всіх об'єктів у режимі реального часу. В таких системах сервер встановлюється безпосередньо у клієнта в локальній мережі офісу, що забезпечує кращу оперативність і захищеність даних, однак вимагає регулярної підтримки сервера силами клієнта. Обслуговування сервера вимагає певної кваліфікації персоналу на стороні клієнта. На робочі місця користувачів встановлюється спеціалізоване програмне забезпечення. В деяких системах допускається оренда ресурсів сервера, що надаються постачальником послуг моніторингу.
- Системи четвертого покоління також використовують як транспортну систему один з механізмів мобільного інтернету, але відрізняються від третього централізацією серверного забезпечення у постачальника послуги і використанням вебтехнологій. У цьому випадку сервер розміщується в компанії-постачальника, його потужності діляться між багатьма клієнтами, а захищений доступ до даних здійснюється через вебзастосунок з будь-якого комп'ютера, підключеного до інтернету. Оскільки один сервер здатний працювати одночасно з тисячами об'єктів, значно знижується вартість упровадження й обслуговування системи. Одночасно можна забезпечити вищу надійність зберігання даних, оскільки компанії-оператори здатні побудувати сервер на базі якісного обладнання з багаторазовим резервуванням, утримувати штат технічних фахівців для цілодобового обслуговування. Недоліком систем четвертого покоління є повна централізація. Хоча ймовірність апаратного збою або настання форс-мажорних обставин у таких системах вкрай низька, зате наслідки збою можуть стати дуже дорогими і клієнтові складно оцінити наслідки витоку інформації через технічні служби оператора.
- Системи моніторингу п'ятого покоління являють собою глобальний розвиток і централізацію систем попереднього покоління в логічно єдиний, розподілений центр моніторингу, який працює за принципом хмарних технологій. У такому варіанті дані GPS і ГЛОНАСС пристроїв, що збираються комунікаційними серверами, стікаються в логічно об'єднаний сервер бази даних і далі розподіляються між проміжними серверами, які забезпечують взаємодію з користувачем[8]. За такої архітектури системи користувачі з різних регіонів, країн і навіть континентів отримують інформацію від найближчого регіонального центру з найменшою затримкою, отримуючи від оператора програмне забезпечення як послугу (англ. software as a service, скор. SaaS). Деякі платформи для супутникового моніторингу транспорту та керування ним дозволяють не тільки використовувати стандартний інтерфейс, але й персоналізувати робоче місце під себе, тим самим, завдяки концепції хмарних обчислень, клієнт отримує робочі місця як послугу. Впровадження подібних систем дає можливість глобального керування транспортними потоками в реальному часі, а користувачі можуть заощаджувати час, ресурси і оптимально планувати маршрути.